# Market-Engineering
Die Forschungsrichtung Market-Engineering widmet sich der Gestaltung und der Weiterentwicklung von  elektronischen Märkten und bezieht sich insbesondere auf die Art und Weise, wie Angebot und Nachfrage in Transaktionen zusammengeführt und abgewickelt werden. Neben der Konzeption stehen aber auch Implementierung, Einführung, Überwachung und kontinuierliche Verbesserung von Märkten im Fokus der Forschung. Inhaltlich prägen Teilaspekte der Ökonomie (insbesondere Spieltheorie und Mechanismen-Entwurf), der Finanzwirtschaft, der Wirtschaftsinformatik und des Operations Research die Forschung.

Market Engineering

Market Engineering Prozess

## Market Engineering Framework
Das Market Engineering Framework gibt eine Übersicht über die verschiedenen Aspekte und Bausteine des Market Engineerings.

## Market Engineering Prozess
Der Market Engineering Prozess veranschaulicht die generelle Vorgehensweise zur Konstruktion eines Marktes (vgl. Neumann 2004). Zum Entwurf eines elektronischen Marktes müssen in der initialen Phase zunächst die generellen Anforderungen an den Markt analysiert werden. Aufbauend auf den Anforderungen wird in der zweiten Phase ein entsprechendes Marktdesign gewählt und der Markt modelliert. In der dritten Phase werden die technischen und ökonomischen Eigenschaften des Models geprüft. Um sicherzustellen, dass die Anforderungen eingehalten werden, sind die Design- und Evaluationsphase im Market Engineering Prozesses rückgekoppelt. In der vierten Phase wird das Modell als elektronischer implementiert und abschließend die Marktplattform eingeführt. In jeder Phase des Market Engineering Prozesses kann der Marktingenieur entscheiden, ob er mit dem nächsten Schritt fortfährt oder einen früheren Schritt wiederholt.

### Anforderungsanalyse
Im ersten Schritt des Market Engineering Prozesses sollen zunächst die Anforderungen und die Ziele des zu konstruierenden Marktes formalisiert werden. Der Arbeitsabschnitt enthält zwei Phasen: Die Definition der Rahmenbedingungen und die Anforderungsanalyse. Durch Festlegung der Rahmenbedingungen wird zunächst der ökonomische Kontext definiert, in dem der zukünftige Markt gestaltet werden soll. Hierzu werden die Handelsobjekte, die Marktsegmente und Agenten, die auf einem bestimmten Segment interagieren, erfasst und analysiert. Auf Grundlage dieser Analyse werden die potentiellen Marktsegmente für den Ressourcenhandel identifiziert und miteinander verglichen. Konnte ein passendes Marktsegment identifiziert werden, kann anschließend der Einsatz von Agenten in dem Marktsegment untersucht werden. Das Marktsegment determiniert somit die ökonomischen Rahmenbedingungen des elektronischen Marktes. Bei der Anforderungsanalyse werden die Anforderungen mit Blick auf das zu Grunde liegende Ressourcenallokationsproblem und möglichen ökonomischen Restriktionen gestellt. Am Ende der Phase entscheidet der Marktingenieur, ob ein bestehender Mechanismus auf die Domäne zugeschnitten werden kann oder ein komplett neuer Marktmechanismus entwickelt werden muss.

### Marktdesign
Der zweite Schritt des Market-Engineering-Prozesses umfasst das Marktdesign unter Betrachtung des Gutes, der Marktmikrostruktur, der IT-Infrastruktur und des Geschäftsmodells. Beim Entwurf der IT-Infrastruktur kommen beim Market Engineering verschiedene Methoden der Informatik zum Einsatz. Es existieren jedoch auch Softwaretools, die den Marktingenieur beim Marktdesign unterstützen. Bspw. bietet das generische Marktsystem meet2trade verschiedene Auktionsverfahren und Verhandlungsmodelle (Weinhardt et al. 2006). Das Ergebnis des zweiten Schritts ist ein konzeptionelles Modell des Marktsystems, das in den nächsten Schritten evaluiert und implementiert wird.

### Evaluierung
Nach dem im vorherigen Schritt der Markt entworfen wurde, werden die technischen und ökonomischen Eigenschaften des Marktmodells geprüft. Hierbei wird sowohl Funktionalität der Softwareprototypen getestet (Funktionalitätstests), als auch die Effizienz der Marktergebnisse und das Geschäftsmodell evaluiert (Wirtschaftlichkeitstests). Die sollen sicherstellen, dass das System die marktspezifischen Regeln korrekt wiedergibt. Dagegen überprüfen die Wirtschaftlichkeitstests, ob der elektronische Markt den gewünschten ökonomischen Ertrag erzielt. In dieser Phase kommen analytische und experimentelle Methoden zum Einsatz. Die experimentellen Methoden bestehen aus Laborexperimenten, numerischen Simulationen oder agentenbasierten Simulationen. Hierzu können beispielsweise „ZTree“, „Repast“, „MES“ und „AMASE“ als Teile des „meet2trade“-Systems und das Simulationsprogramms „jCase“ verwendet werden. Nachdem die Funktionalitäts- und Wirtschaftlichkeitstest durchgeführt wurden, können erste Simulationsläufe mit den Softwareprototypen durchgeführt werden. Diese Proben liefern ein erstes Feedback über die Akzeptanz des Systems bei den Marktteilnehmern und erlauben dem Marktingenieur das Angleichen der zugrundeliegenden marktspezifischen Regeln oder eine Korrektur des Softwareentwurfs.

### Implementierung
In diesem Abschnitt wird das evaluierte Modell realisiert und als Softwaresystem als elektronischer Marktplatz realisiert. Hierzu kann entweder der Prototyp aus dem oben genannten Evaluierungsverfahren weiterentwickelt werden oder es wird komplett neues System implementiert. Dieser Schritt wird durch herkömmliche Softwareentwicklungskonzepte und -werkzeuge, wie beispielsweise UML oder den „Rational Unified Process“ unterstützt. Das Ergebnis dieser Phase ist ein komplett implementierter elektronischer Markt, der den marktspezifischen Regularien und dem dazugehörigen Geschäftsmodell entspricht.

### Einführung
Im letzten Schritt des Market Engineering Prozesses wird der elektronische Markt eingeführt und die realen Geschäftsprozess eingeleitet.